# Willerby Wold

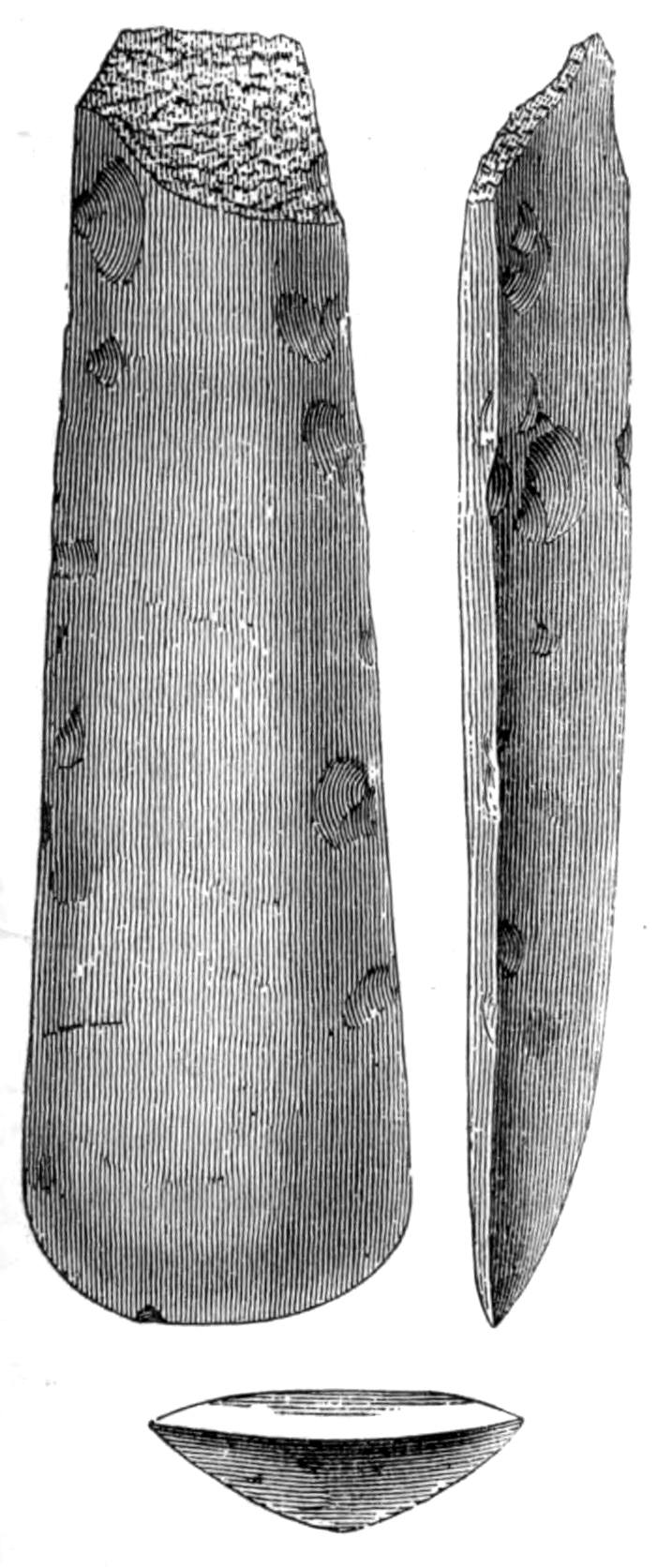
Axt von Willerby Wold

Der stark überpflügte Longbarrow (deutsch „Langhügel“) von Willerby Wold stammt aus dem Neolithikum und liegt nordöstlich von Foxholes, in North Yorkshire in England. Auch die umliegenden, späteren Rundhügel sind stark erodiert. 
Der Ost-West orientierte Langhügel ist etwa 50,0 Meter lang, 13,0 Meter breit und am östlichen Ende einen halben Meter hoch. Die nördlichen und südlichen flankierenden Gräben sind vollständig verfüllt. Der von Greenwell im Jahre 1865 und von Manby im Jahre 1958 untersuchte Hügel barg drei Körperbestattungen, eine Ansammlung von Knochen und Reste von Feuerbestattungen, Feuersteinfragmente und zerscherbter Keramik. Die trapezoide Kammer mit der konkaven Palisade lag am östlichen Ende. Im Vorbereich als feierlicher Raum, wurden Feuersteine, Knochen und Tonscherben angehäuft. Das Ganze wurde mit einem Hügel aus Erde und Kreide überdeckt, bevor es bei schätzungsweise 1200 Grad Celsius niedergebrannt wurde. Die Radiokarbondaten von Willerby weisen auf ein Datum um das Jahr 3000 v. Chr.
In der Nähe liegt der Rundbarrow "Willerby Wold House".